# Les Mouvements de mode expliqués aux parents
Les Mouvements de mode expliqués aux parents est un livre d'Hector Obalk, d'Alain Soral et d'Alexandre Pasche, paru en 1984, aux éditions Robert Laffont  (ISBN 978 2221008782), réédité en format poche dans la collection Le Livre de poche, 1985,,,.

## Accueil
Le livre est un best-seller à sa sortie : il s'est écoulé à plus de 150 000 exemplaires.
L'universitaire Henri Boyer signale l'ouvrage comme « un des manuels clés [des] années 80 » participant à la « mise en évidence » du « parler » (du « langage », de l'« idiomie », du « dialecte ») « jeune » (parfois « ado ») ».
Gérard Blanchard indique qu'il « prend la relève « côté jeune » de ce que Les styles de vie des Français (1978-1988) de Bernard Cathelat disait du marketing publicitaire au bénéfice du « look », c'est-à-dire du spectaculaire, voire du spéculaire, « se donner à voir ».
Le sociologue François de Negroni le mentionne comme un livre ayant « préparé le terrain » à BCBG, le guide du bon chic bon genre publié par Thierry Mantoux en 1985, un guide de savoir-vivre « rompant complètement avec cette tradition sectaire » des « traités de savoir-vivre de la grande bourgeoisie française ».
Le linguiste Jean-Paul Colin indique que Les Mouvements de mode expliqués aux parents est, « sans conteste », « le plus ancien et le plus précis » des « guides (souvent rédigés par des journalistes) destinés aux parents et censés permettre le décodage plus aisé de ces jeunes devenus incompréhensibles ». Il ajoute que l'ouvrage offre « l'avantage d'être rédigé par des jeunes spécialistes, qui savent de quoi ils parlent — et ce qu'ils parlent ».
Le journaliste Bruno Roger-Petit a vu dans les manifestations d'opposition au mariage homosexuel en France, « l'occasion de recommander aux plus jeunes la lecture (ou la relecture pour les plus anciens) » des Mouvements de mode expliqués aux parents, dont il remarque qu'il est « paru en 1984, la même année que les manifestations en faveur de l'école privée ». Il le considère en effet comme « l'instrument de référence ethnologique le plus précieux pour tout citoyen du peuple de gauche qui voudrait se rendre incognito, à titre informatif, à une descente dans la rue organisée par l'UMP et le FN et se fondre dans la masse sans commettre d'impair ».

## Contexte
Selon Alain Soral, l'idée originale provient d'André Bercoff, alors éditeur chez Robert Laffont, rencontré une nuit de sortie dans la boîte de nuit le Palace, qui avait interpellé Alain Soral sur son style vestimentaire. 
Alain Soral vit très mal qu'Hector Obalk soit le seul à être invité à l'émission Apostrophes du 1er juin 1984 pour la promotion du livre, au point que cet épisode marque durablement sa pensée. Il déclare ainsi : « J'ai été manipulé par un Juif qui a tiré la couverture à lui. À partir de ce jour-là, j'ai étudié le Talmud, l'histoire du sionisme. J'ai découvert que la trahison et la solidarité étaient au fondement de cette culture ».